# Lebak Gede (Coblong)
Lebak Gede is een bestuurslaag in het regentschap Kota Bandung van de provincie West-Java, Indonesië. Lebak Gede telt 15.095 inwoners (volkstelling 2010).